# Head Above Water
Head Above Water (bra: Amor Alucinante ou Encontro Fatal) é um filme de comédia e suspense de humor negro norte-americano de 1996, dirigido por Jim Wilson e estrelado por Harvey Keitel, Cameron Diaz, Craig Sheffer e Billy Zane. O filme é um remake de Hodet over vannet de 1993 do diretor de cinema norueguês Nils Gaup.

## Sinopse
O marido consideravelmente mais velho de Nathalie (Cameron Diaz), George (Harvey Keitel), é um juiz severo e proeminente cujo único ponto fraco é a própria Nathalie. Os dois estão bem casados e curtindo suas férias na praia. Seu vizinho mais próximo, Lance (Craig Sheffer), é atraente e animado e tem uma história de infância com Nathalie. Para consternação e desgosto de Nathalie, George se aventura em uma viagem de pesca noturna com Lance para darem uma folga no seu relacionamento.
A relutância inicial de Nathalie se deve ao seu medo de ser deixada à própria sorte (dos quais a verdadeira razão é aprendida mais tarde). Ansiosa pelo marido, ela recebe uma visita inesperada de um antigo amante chamado Kent (Billy Zane). Aproveitando sua chance de companhia naquela noite, ela o recebe e os dois relembram os velhos tempos. Kent revela que sua namorada o deixou recentemente por causa de seu problema com a bebida; é revelado que ele tem uma condição médica que é agravada pelo álcool. Enquanto Nathalie está no banheiro, Kent decide pegar uma garrafa de licor do suprimento de seu marido George. Os dois caprichosamente brincam a noite toda e a cena termina com eles exaustos pelas atividades da noite. De manhã, Nathalie descobre Kent morto, aparentemente de envenenamento por álcool.
Em pânico e aterrorizada, Nathalie rapidamente armazena o corpo nu e sem vida de Kent em uma adega sob a tábua do assoalho. Quando George volta de sua viagem de pesca, ela tenta o seu melhor para esconder os eventos da noite e agir normalmente. Enquanto os dois conversam, George percebe a tábua solta do piso que fica embaixo da mesa de jantar. É aqui que a adega de alimentos está localizada e a cabeça de Kent está fazendo a tábua do assoalho se projetar para fora. George pisa na tábua do chão e corrige o problema. Enquanto o pânico de Nathalie fica mais desesperado, George encontra flores e chocolate que Kent deu a Nathalie naquela noite. Interrogando-a, Nathalie admite que Kent esteve presente na casa na noite de sua pescaria. Quando ela revela sua localização, George, acreditando que ele ainda está vivo, o provoca. Quando Nathalie revela que ele está morto, George passa a entender o verdadeiro desespero da situação. Levando seu corpo para o galpão próximo, eles debatem sobre qual curso de ação tomar. A situação é ainda mais complicada porque as roupas de Kent estão faltando e seu pescoço foi quebrado por George pisando na porta do porão. George sendo um juiz proeminente e a história de Nathalie (como agora é revelada) dos primeiros problemas legais de uma viciada em pílulas deixam pouca opção legal a não ser descartar o próprio corpo. Embora Nathalie ainda insista para que as autoridades sejam notificadas e a situação seja explicada, George insiste que isso não é possível.
Os dois decidem se desfazer de seu corpo no oceano, amarrando-o com um fogão velho. Enquanto os dois o carregam para casa, Lance inadvertidamente aparece e frustra seu plano e os dois são forçados a repensar sua estratégia original. Nathalie e George voltam para casa e entram em uma discussão acalorada. Nathalie expressa seu desdém pela capacidade irritante de George de armazenar itens estranhamente em locais não convencionais, como guardar salsichas em uma caixa de charutos. Quando George questiona como Kent poderia ter morrido, Nathalie menciona seu "coração fraco" e o fato de que ele estava bebendo do suprimento pessoal de bebidas alcoólicas de George. George revela que “a garrafa de licor azul” que Kent bebeu não era, na realidade, álcool (etílico), mas metanol (álcool metílico), que é venenoso. Os problemas cardíacos de Kent, juntamente com a poderosa droga líquida disfarçada, levaram à sua morte.
Ao voltar do banho, Nathalie percebe o terno de linho branco de Kent descansando na varanda da casa de Lance. Vendo sua oportunidade de fazer a coisa certa, ela insiste no processo com o qual Lance concorda alegremente. Acreditando que seus problemas acabaram, Nathalie procura George para revelar as boas novas para vestir Kent e explicar sua situação à polícia. Nathalie vê George na varanda. Ela vê sangue embutido nos degraus de concreto recém-construídos. É revelado que George cortou o corpo de Kent em pedaços e os misturou com os degraus de concreto. Horrorizada, Nathalie corre, mas é rapidamente capturada por George. Depois de levá-la de volta para casa, amarrá-la e amordaçá-la para que ela não possa escapar, George sai para terminar o resto do trabalho. Nathalie consegue se libertar apenas para se refugiar com Lance. Ela explica a situação e é aliviada pelo comportamento calmo e apoio de Lance. Os dois são visivelmente apaixonados um pelo outro e pode ser visto que Lance nunca realmente parou de amar Nathalie todos esses anos. Como Nathalie está em casa, ela percebe um cartão postal destinado a ela. Lance diz que ele queria dar a ela, mas esqueceu e insiste que não leu. De fato, o cartão postal era o mesmo de que Kent falara em prever sua visita.
Nathalie rapidamente conclui que Lance sabia que Kent estava vindo o tempo todo e aumentou o suprimento de bebidas de George para matá-lo. Horrorizada, ela corre para George, acreditando que ele é uma vítima inocente na trama de assassinato de Lance. Lance, insistindo em sua inocência, segue Nathalie até a praia. Surpreendentemente, quando Lance e Nathalie são confrontados por George, a situação termina em um tiroteio em que George atira em Lance. Nathalie corre, mas é capturada por George logo depois. George está bebendo muito e está completamente desorientado, mas consegue levar Nathalie para a varanda e cimentar as pernas em uma caixa de metal. Finalmente, revelando que ele estava na realidade por trás de toda a provação, George explica que sabia que Kent estava vindo naquela noite do cartão postal que propositalmente colocou na caixa de correio de Lance para enquadrá-lo e impedir que Nathalie soubesse da visita de Kent. Ele envenenou a bebida antes da viagem, sabendo que Kent a beberia e morreria. Depois, George começa a ter problemas para andar e diz que não pode ver. Nathalie percebe que George inconscientemente bebeu o licor, que Lance o havia emprestado mais cedo e que Kent realmente morreu de ataque cardíaco. George então cai da varanda alta e é morto quando o topo dela cai e perfura seu corpo. Como  Nathalie percebe que George inconscientemente bebeu o licor, que Lance o havia emprestado mais cedo e que Kent realmente morreu de ataque cardíaco. George então cai da varanda alta e é morto quando o topo dela cai e perfura seu corpo. Como um efeito dominó, Nathalie é jogada na água, mas é incapaz de emergir devido às pernas cimentadas na caixa de metal. Felizmente, há um barco-patrulha local nas proximidades e Nathalie é resgatada.
A cena termina com Nathalie em seu próprio barco contando ao patrulheiro da praia sua história desde o início. O patrulheiro, atrás dela, pede uma bebida e Nathalie diz para ele verificar o refrigerador sob o assento. Sem o conhecimento de Nathalie, George havia batido uma garrafa de água anteriormente com a medicação de Nathalie e colocado no refrigerador que o patrulheiro está prestes a beber.

## Elenco
- Harvey Keitel - George
- Cameron Diaz - Nathalie
- Craig Sheffer - Lance
- Billy Zane - Kent
- Shay Duffin - Policial

## Recepção
Head Above Water detém uma classificação de 40% no Rotten Tomatoes com base em 15 avaliações.